# Sosanopsis wireni
Sosanopsis wireni är en ringmaskart som beskrevs av Hessle 1917. Sosanopsis wireni ingår i släktet Sosanopsis och familjen Ampharetidae. Enligt den svenska rödlistan är arten otillräckligt studerad i Sverige. Arten förekommer i Götaland. Artens livsmiljö är havet. Inga underarter finns listade i Catalogue of Life.